# Macey, Manche
Macey är en kommun i departementet Manche i regionen Normandie i norra Frankrike. Kommunen ligger i kantonen Pontorson som tillhör arrondissementet Avranches. År 2018 hade Macey 108 invånare.

## Befolkningsutveckling
Antalet invånare i kommunen Macey
| Referens: INSEE |